# Caffè del Progresso
Il Caffè del Progresso è uno storico locale di Torino, in Piemonte (Italia).

## Storia

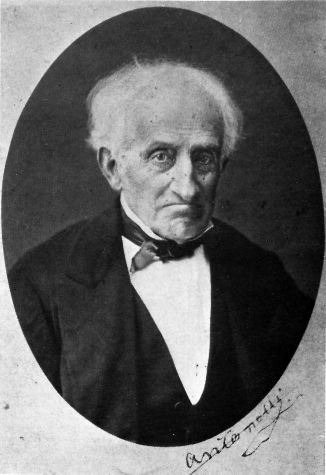
Alessandro Antonelli

Il Caffè del Progresso venne fondato agli inizi dell'Ottocento, ed era originariamente collocato nel palazzo di via Vanchiglia, angolo via Verdi, di Torino, in un'area un tempo isolata. Il locale, progettato da Alessandro Antonelli per volere di Carlo Emanuele Birago di Vische, aveva la planimetria che ricordava lo scafo di una nave, e doveva ospitare le riunioni segrete dei carbonari. Secondo quanto documenta Teresio Rovere in un suo articolo del 1934, i cospiratori che giungevano sul posto "entravano nella sala a pianterreno, e per una botola si calavano in una prima sala sotterranea, dalla quale per un'altra botola passavano in una sottostante sala dove si indugiavano in lunghi e misteriosi conversari". Inoltre, il Caffè presentava anche due piani innalzati, sale in stile Impero arredate con poltroncine in velluto rosso e tavoli in marmo, e due gallerie che conducevano fino a Palazzo Madama e ai Murazzi del Po. Fra i clienti del Caffè del Progresso vi furono Cavour, Vittorio Emanuele II e i suoi generali Lamarmora, Galletti e Cialdini, Garibaldi, e il Circolo degli Artisti di Torino. Il Caffè del Progresso venne anche ospitato al piano terra della vicina Casa Scaccabarozzi, costruita fra il 1840 e il 1881, e situata in Via Giulia di Barolo. Il Caffè venne chiuso quattro anni dopo la morte del suo ultimo proprietario, il garibaldino Alessandro Dalmazzo, durante la prima metà del Novecento. Sul palazzo venne murata un'epigrafe che recita:
In seguito, il Caffè del Progresso riaprì presso Casa Antonelli.